# 26-а танкова дивизия (Вермахт)
26-а танкова дивизия е една от танковите дивизии на Вермахта по време на Втората световна война.

## История
26-а танкова дивизия е сформирана през октомври 1942 г. в Бретан, Франция, от 23-та пехотна дивизия. През юли 1943 г. е прехвърлена в Италия, където остава до края на войната. През ноември 1944 г. е спомената за отличното си представяне в района между Апенините и адриатическото крайбрежие. През май 1945 г. се предава край Болоня.

## Командири
- Генерал на танковите войски Смило Фрайер фон Лютвиц – (14 септември 1942 – 22 януари 1944 г.)
- Генерал-майор Ханс Хекер – (22 януари 1944 – 20 февруари 1944 г.)
- Генерал на танковите войски Смило Фрайер фон Лютвиц – (20 февруари 1944 – 6 юли 1944 г.)
- Генерал-лейтенант Едуард Краземан – (6 юли 1944 – 29 януари 1945 г.)
- Генерал-майор Алфред Кунерт – (29 януари 1945 – 19 април 1945 г.)
- Генерал-лейтенант Виктор Линарз – (19 април 1945 – 8 май 1945 г.)

## Носители на награди
- Носители на свидетелство за похвала от главнокомандващия на армията (4)
- Носители на Германски кръст, златен (40)
- Носители на Германски кръст, сребърен (7)
- Носители на почетна кръгла тока на сухопътните части (19)
- Носители на Рицарски кръст (17, включително двама непотвърдени)